# Berthold Goldschmidt

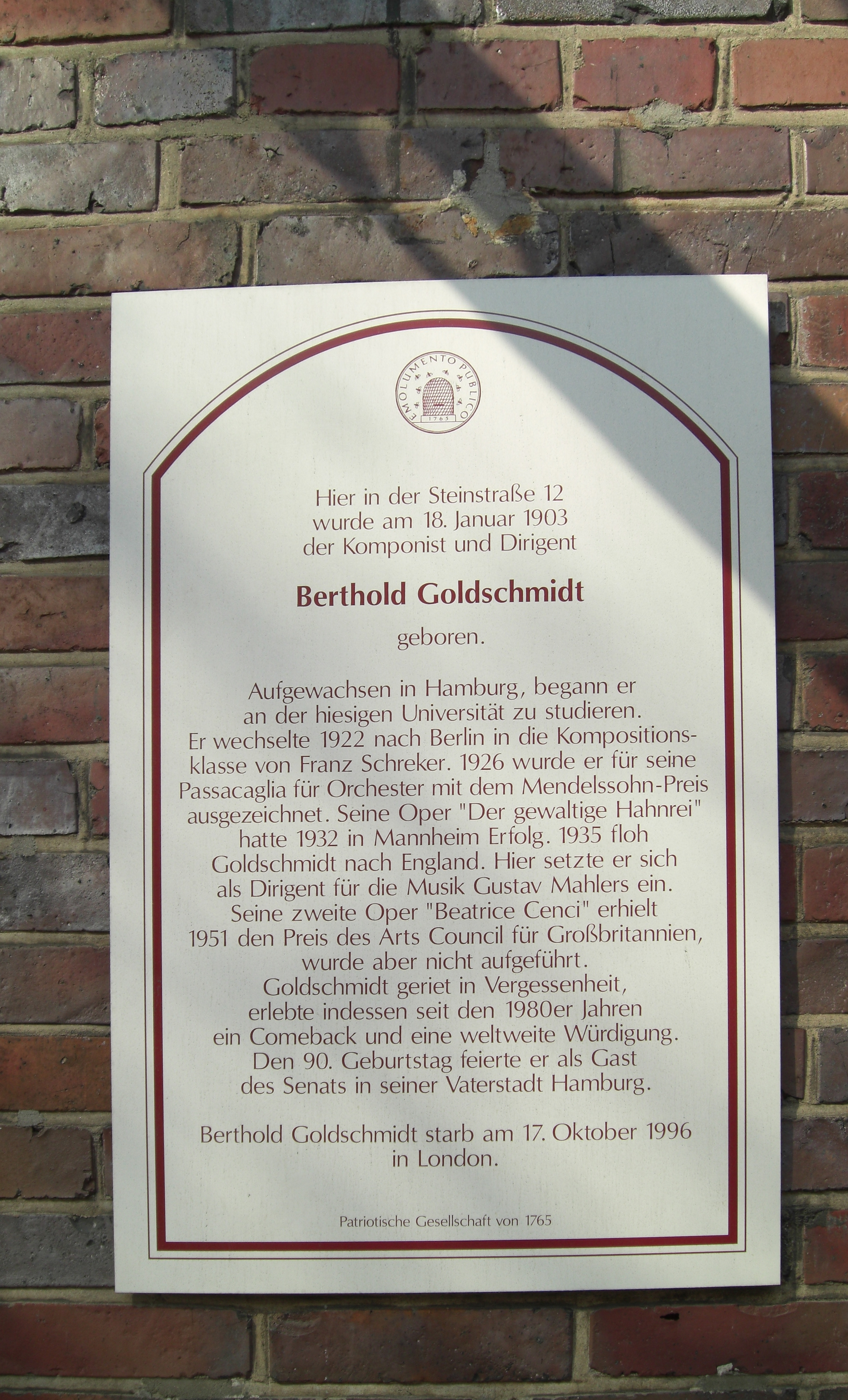
Placa conmemorativa en Hamburgo.

Berthold Goldschmidt fue un compositor alemán (aunque vivió gran parte de su vida en Gran Bretaña) nacido en Hamburgo el 18 de enero de 1903 y fallecido en Londres el 17 de octubre de 1996.

## Biografía
Perseguido por el régimen nazi e incomprendido por muchos modernistas que criticaban su “anacrónico” lirismo, su obra pasó desapercibida hasta su renacimiento en la última década de su vida.
La carrera musical de Goldschmidt comenzó durante los años 20 del siglo pasado, en tiempos de la República de Weimar en Alemania junto a maestros como Ernst Krenek, Paul Hindemith y Erich Wolfgang Korngold. En sus tiempos de estudiante de filosofía en la Universidad de Hamburgo, el compositor italiano Ferruccio Busoni le alentó a escribir música.
Su primer gran éxito fue una obra de 1925, su Passacaglia opus n.º 4, que le significó el prestigioso Premio Mendelssohn. Con un futuro prometedor, Goldschmidt alcanzaba un inicial clímax en su carrera musical en 1932, con el estreno de su ópera Der gewaltige Hahnrei en Mannheim. Pero el inmediato ascenso de los nazis al poder (en 1933) cortó su trayectoria y condenó su obra como “música degenerada” y siendo incluido en la lista de compositores judíos (además de otros no judíos) que alteraban la pureza musical de Alemania. Esto significó la cancelación de sus actuaciones, la prohibición de su obra en el país y la imposibilidad de realizar conciertos, lo que le abocó a subsistir dando clases de piano, hasta que emigró a Inglaterra en 1935.
Durante la Segunda Guerra Mundial trabajó para la BBC, mientras componía obras como su Concierto para violín, violonchelo y clarinete, La Chacona Sinfónica o la ópera Beatrice Cenci. A finales de la Segunda Guerra Mundial, Goldschmidt recomendó utilizar música de compositores alemanes como Mendelssohn y Gustav Mahler, y grabaciones de artistas como Kreisler y Artur Schnabel como propaganda antinazi. En 1947 obtiene la nacionalidad británica.
En los años 50 y 60 ganó varios premios de composición y realizó una edición de la Décima Sinfonía de Gustav Mahler.
Durante sus últimos años de vida experimentó el auge de los compositores de la llamada “música degenerada”, reactivándose su labor en países como los Estados Unidos o su patria inicial, Alemania, con nuevas grabaciones de sus trabajos. Poco antes de morir escribió su trabajo final, el Deux Nocturnes, a la edad de 93 años.

## Obras
- Ópera
  - Der gewaltige Hahnrei, op. 14 (1929-30). Una tragicomedia musical en tres actos.
  - Beatrice Cenci (1949-50). Ópera en tres actos.

- Obras orquestales
  - Passacaglia op. 4 (1925)
  - Obertura: La comedia de errores (1925/28)
  - Suite op. 5 (1927)
  - Partita op. 9 (1927)
  - Der gewaltige Hahnrei: Suite op. 14 bis (1933)
  - Marche Militaire op. 20 (1932) para orquesta o banda de viento.
  - Ciaccona Sinfónica (1936)
  - Crónica (1938/58/86)
  - Danza Suite polaco (1939-40)
  - Suite griego (1940-41)
  - Concierto para violín (1952/55)
  - Concierto para violonchelo (1953)
  - Concierto para clarinete (1953-54)
  - Intrada (1985) para orquesta o banda de viento
  - Rondeau "Rue du Rocher" para violín y orquesta (1994-95)

- Obras de cámara
  - Cuarteto de Cuerdas N º 1 op. 8 (1925-26)
  - Cuarteto de Cuerdas N º 2 (1936)
  - Villancicos para trío de cuerdas (1948)
  - Cuarteto para clarinete (1982-83)
  - Piano Trío (1985)
  - Cuarteto de Cuerdas N º 3 (1988-89)
  - Berceuse para violín y viola (1990)
  - Retrospectrum para trío de cuerdas (1991)
  - Fantasía para oboe, arpa y violonchelo (1991)
  - Capriccio para violín solo (1991-92)
  - Cuarteto de Cuerdas N º 4 (1992)
  - Diálogo con Cordelia para clarinete y violonchelo (1993)
  - Encore, una meditación agitada para violín y piano (1993)
  - Rondeau "Rue du Rocher" para violín y piano (1994-95)

- Obras vocales
  - Dos canciones Morgenstern op. 27 para voz y piano o cadena trío (1933 arr.1992)
  - Tres Canciones op. 24 para soprano y piano (1933-34)
  - Dos Salmos op. 34 para alto y orquesta de cuerdas (1935)
  - Der Verflossene. Cabaret Canción para voz y piano (1942)
  - La canción de Beatrice para soprano y piano (1949)
  - Tiempo para voz y piano (1943)
  - Nicodemo (1948)
  - Nubes para voz y piano u orquesta (1950)
  - Canciones del Mediterráneo para tenor y orquesta (1957-58)
  - Les petits adieux para barítono y orquesta (1994)
  - Deux nocturnos para soprano y orquesta (1995-96)

- Coral
  - Letzte kapitel op. 15 (1930-31) para el orador, coro, percusión y piano
  - Belsatzar (1985) para coro no acompañados

- Obras para piano
  - Sonata para piano op. 10 (1926)
  - Capriccio op. 11 (1927)
  - Marche Militaire op. 20 (1932)
  - Variaciones sobre una canción del Pastor Palestina op. 32 (1934)
  - Desde el Ballet (1938/57)
  - Scherzo (1922/58)